# Kuruwaki
Kuruwaki is een bestuurslaag in het regentschap Oost-Soemba van de provincie Oost-Nusa Tenggara, Indonesië. Kuruwaki telt 692 inwoners (volkstelling 2010).